# Basail
Basail är en ort i Argentina. Den är belägen i provinsen Chaco, i den nordöstra delen av landet, 800 kilometer norr om huvudstaden Buenos Aires. Basail ligger 57 meter över havet och antalet invånare är 3 652.
Terrängen runt Basail är mycket platt. Runt Basail är det ganska tätbefolkat, med 116 invånare per kvadratkilometer..
Trakten runt Basail består i huvudsak av gräsmarker.  Klimatet i området är fuktigt och subtropiskt. Årsmedeltemperaturen i trakten är 21 °C. Den varmaste månaden är januari, då medeltemperaturen är 28 °C, och den kallaste är juli, med 15 °C. Genomsnittlig årsnederbörd är 1 644 millimeter. Den regnigaste månaden är mars, med i genomsnitt 291 mm nederbörd, och den torraste är augusti, med 46 mm nederbörd.